# Poétique
Pour les articles homonymes, voir Poétique (homonymie).
Ne doit pas être confondu avec Poïétique.
Une poétique (du grec poiesis, « créer »), dans son sens original, est une théorie qui tente de caractériser ce qu'est la poésie par rapport aux autres genres littéraires. La poétique a été initiée durant l'Antiquité par Aristote dans La Poétique, vers 335 av. J.-C.
Par extension, la poétique désigne l'ensemble des techniques et des règles qui guident la création et composition d'une œuvre d'art en général, caractérisant ainsi l'esthétique propre à un auteur, une œuvre ou un art.
Elle appartient à ce que la critique littéraire appelle le « métadiscours ». Une poétique peut être définie par le créateur lui-même, ou dégagée par un autre artiste ou un critique. 

## Perspective
Alors que la poïétique décrit le processus de création, la poétique ressort de la création. Les oppositions dans la critique[Quoi ?] font qu'il y a souvent un amalgame entre les deux notions[incompréhensible].
Une poétique est très différente d'un style. Sur le plan de la symbolique, une poétique contient des symboles souvent très nombreux, tandis qu'un style est simplement un symbole en lui-même.